# Dzsungelélet
A Dzsungelélet (eredeti cím: Jungle Junction) 2009 és 2012 között futott brit-amerikai televíziós 3D-s számítógépes animációs kalandsorozat, amelyet Trevor Ricketts alkotott. 
Amerikában 2009. október 10-én mutatta be a Playhouse Disney.
Magyarországon a Disney Channel mutatta be 2010. május 3-án.
2011. április 2-án berendelték a második évadot.

## Cselekmény
Van egy dzsungel, ahol kereken járó állatok élnek. A főszereplők a mindig vidám, jókedvű Röfi és barátja Ellie, akik mindig száguldanak kerekeiken és barátjaikkal szórakoznak. Hibáikból is tanulnak, de persze ott van mellettük Zazie kisasszony, aki bölcs és okos tanácsokat ad a gyerekeknek és Tapsi, aki tábláival segíti a közlekedést.

## Szereplők

### Főszereplők
| Szereplő | Eredeti hang  | Magyar hang   |
| -------- | ------------- | ------------- |
| Röfi     | Janet James   | Dögei Éva     |
| Eli      | Billy West    | Seder Gábor   |
| Tapsi    | Keith Wickham | Lippai László |

### Mellékszereplők
| Szereplő          | Eredeti hang      | Magyar hang    |
| ----------------- | ----------------- | -------------- |
| Rákocska          | Jess Harnell      | Schnell Ádám   |
| Zabbie kisasszony | Amanda Symonds    | Kocsis Mariann |
| Dózer             | Keith Wickham     | Bácskai János  |
| Lance             | Dee Bradley Baker | Kapácsy Miklós |
| Bobby             | Jimmy Hibbert     | Forgács Gábor  |
| Varangy           | Ron Orbach        | Végh Ferenc    |

## Epizódok
| Évad | Évad | Epizódok | Eredeti sugárzás | Eredeti sugárzás  | Magyar sugárzás | Magyar sugárzás |
| Évad | Évad | Epizódok | Évadpremier      | Évadfinálé        | Évadpremier     | Évadfinálé      |
| ---- | ---- | -------- | ---------------- | ----------------- | --------------- | --------------- |
|      | 1    | 20       | 2009. október 5. | 2011. február 14. | 2010. május 3.  | N/A             |
|      | 2    | 27       | 2011. április 4. | 2012. október 26. | N/A             | N/A             |